# Міхаель Гайбек

Міхаель Гайбек (нім. Michael Hayböck) — австрійський стрибун з трампліна, олімпійський медаліст, призер чемпіонатів світу.  
Срібні медалі Сочинської олімпіади Гайбек виборов у складі австрійської команди на великому трампліні.